# 波拉尼
波拉尼，是匈牙利绍莫吉州所辖的一个村。总面积12.87平方公里，总人口252，人口密度19.6人/平方公里（2011年1月1日）。